# Tobias Grahn
Hans Roland Tobias Grahn, född 5 mars 1980 i Karlskrona, är en svensk f.d. fotbollsspelare som bland annat har spelat 50 allsvenska matcher för Mjällby AIF säsongerna 2010 och 2011. Han är fostrad i Rödeby AIF och har sedan dess spelat i en rad olika klubbar (bl.a. norska Vålerenga IF och spanska Gimnàstic). 
I början av mars 2013 skrev Grahn på ett kontrakt med danska division 2-laget Brønshøj som sträckte sig fram till sommaren 2013.
Hösten 2014 skrev han på för det danska division 3-laget Gentofte-Vangede IF som tränades av Søren Fjorting. Fjorting hade varit Grahns tränare under hans tid i Lyngby (2000-2002).

## Meriter
Vålerenga IF
- Norsk cupmästare: 2002

 Malmö FF
- SM-guld: 2004

## Seriematcher & mål
- 2012: 4 / 1 (i Örebro)
- 2010: 11 / 1 (i Mjällby)
- 2004: 13 / 2 (i MFF)
- 2003: 8 / 1 (i MFF)
- 2002: 20 / 6 (i Vålerenga)

### Webbkällor
- Tobias Grahn på Svenska Fotbollförbundets webbplats
- Statistik på National football teams
- Statistik från Danmark. danskfodbold.com